# Melrose (Bermudy)
Melrose – miejscowość w Bermudach (kolonia Wielkiej Brytanii); 1 tys. mieszkańców (2006). Ośrodek turystyczny.